# Хемау
Хемау (њем. Hemau) град је у њемачкој савезној држави Баварска. Једно је од 41 општинског средишта округа Регенсбург. Према процјени из 2010. у граду је живјело 8.456 становника. Посједује регионалну шифру (AGS) 9375148.

## Географски и демографски подаци
Хемау се налази у савезној држави Баварска у округу Регенсбург. Град се налази на надморској висини од 514 метара. Површина општине износи 122,3 km². У самом граду је, према процјени из 2010. године, живјело 8.456 становника. Просјечна густина становништва износи 69 становника/km².